# Čeng Ťien-pang
Čeng Ťien-pang (čínsky pchin-jinem Zhèng Jiànbāng, znaky zjednodušené 郑建邦; * leden 1957) je čínský politik. Od poloviny 80. let pracoval v oddělení propagandy a oddělení pro styk s veřejností ústředního výboru Revolučního výboru čínského Kuomintangu, jedné z menších politických stran Čínské lidové republiky. Od desátých let 21. století postoupil do vysokých politických funkcí jako místopředseda (2010–2022) a předseda (od 2022) Revolučního výboru čínského Kuomintangu, místopředseda celostátního výboru Čínského lidového politického poradního shromáždění (2018–2023) a místopředseda stálého výboru Všečínského shromáždění lidových zástupců (od 2023).

## Život
Čeng Ťien-pang se narodil v lednu 1957 v okrese Š’-men na severu provincie Chu-nan. Je vnukem Čeng Tung-kuoa, generála armády Čínské republiky a později místopředsedy Revolučního výboru čínského Kuomintangu, jedné z menších politických stran Čínské lidové republiky. Po střední škole dva roky pracoval na venkově v okrese Fu-sin v provincii Liao-tung. Roku 1978 byl přijat ke studiu ekonomie na Severovýchodní pedagogické univerzitě, kterou absolvoval roku 1982. Poté vyučoval na katedře marxismu-leninismu Pekingské vysoké školy architektury a inženýrství. Vstoupil do Revolučního výboru čínského Kuomintangu a od roku 1985 pracoval v oddělení propagandy jeho ústředního výboru, později v oddělení pro styk s veřejností, v letech 2000–2012 jako ředitel oddělení. V letech 1999–2000 současně působil jako pomocník starosty pekingského obvodu Čchung-wen. Roku 2010 byl zvolen místopředsedou ústředního výboru Revolučního výboru čínského Kuomintangu (znovuzvolen na sjezdech roku 2012 a 2017), v prosinci 2017 povýšil na výkonného místopředsedu a v prosinci 2022 na předsedu ústředního výboru. Od roku 2016 je místopředsedou výboru Nadace Sung Čching-ling.
Paralelně s funkcemi v Revolučním výboru čínského Kuomintangu byl volen do stále vyšších postů v poradních a zastupitelských sborech Čínské lidové republiky: v letech 1998–2008 byl poslancem Všečínského shromáždění lidových zástupců, poté deset let členem stálého výboru celostátního výboru Čínského lidového politického poradního shromáždění, v letech 2018–2023 místopředsedou celostátního výboru Čínského lidového politického poradního shromáždění a od března 2023 místopředsedou stálého výboru Všečínského shromáždění lidových zástupců.